# Ingrid Hemmer
Ingrid Hemmer (* 23. April 1954) ist eine deutsche Geographin und hatte vom 1. Oktober 1991 bis zum 31. März 2020 die Professur für Didaktik der Geographie an der Katholischen Universität Eichstätt-Ingolstadt inne.

## Werdegang
Nach dem Studium der Geographie, Germanistik und Nordistik an der Universität Münster legte Hemmer 1978 das erste Staatsexamen ab und absolvierte von 1979 bis 1981 das Referendariat für das gymnasiale Lehramt. Das zweite Staatsexamen folgte im Jahr 1981.
Hemmer arbeitete zunächst von 1981 bis 1982 als Lehrerin an einem Gymnasium und trat im selben Jahr eine Stelle als wissenschaftliche Mitarbeiterin/Hochschulassistentin an der Universität Münster am Institut für Didaktik der Geographie an. Die Promotion folgte im Jahr 1984 an der Universität Bamberg mit einer Dissertationsschrift zum Thema Entwicklung und Struktur der Rentierwirtschaft in Finnmark und Troms/Nordnorwegen, anschließend trat Hemmer eine Stelle an der Universität Augsburg als akademische Rätin auf Zeit an und unterrichtete von 1988 bis 1990 nebenamtlich am Lessing-Gymnasium in Neu-Ulm. Im Jahr 1990 habilitierte sie zum Thema Untersuchungen zum wissenschaftspropädeutischen Arbeiten im Geographieunterricht der Oberstufe und nahm 1991 den Ruf an die Katholische Universität Eichstätt-Ingolstadt (KU) an. Von 1996 bis 1997 unterrichtete sie nebenamtlich am Lessing-Gymnasium in Neu-Ulm.

## Funktionen
Ingrid Hemmer bekleidet u. a. folgende Ämter:
- Vizepräsidentin der Deutschen Gesellschaft für Geographie (DGfG)
- Ehrenvorsitzende des Hochschulverband für Geographiedidaktik (HGD); Vorsitz von 1997 bis 2013
- Stellvertretende Vorsitzende des Zentrums für Lehrerbildung und Bildungsforschung der KU
- Herausgeberin der Zeitschrift für Geographiedidaktik (ZGD)
- Nachhaltigkeitsbeauftragte der KU[2]
- Sprecherin des Netzwerks Hochschule und Nachhaltigkeit Bayern
- Mitglied des Runden Tisches BNE der UN-Dekade (2010 - 2014)
- Mitglied des Nationalkomitees für die deutschen globalen Geoparks der UNESCO

## Ehrungen
Für ihre Verdienste erhielt Hemmer im Juni 2018 die Bayerische Staatsmedaille für besondere Verdienste um die Umwelt.

## Publikationen (Auswahl)
- I. Hemmer, M. Hemmer, K. Kruschel, E. Neidhardt, G. Obermaier, R. Iphues: Which children can find a way through a strange town using a streetmap? - results of an empirical study on children’s orientation competence. In: International Research in Geographical and Environmental Education. Vol. 22, No. 1, 2013, S. 23–40.
- I. Hemmer: Standards und Kompetenzen. In: M. Haversath: Geographiedidaktik. Theorie – Themen – Forschung. (= Das Geographische Seminar). Braunschweig 2012, ISBN 978-3-14-160359-0, S. 90–106